# Ciudad de Shangri-La
Shangri-La (chino: 香格里拉, pinyin: Xiānggélǐlā, tibetano：སེམས་ཀྱི་ཉི་ཟླ་གྲོང་ཁྱེར wylie：Sems kyi nyi zla grong khyer), antiguamente conocida como Zhongdian (中甸, Zhōngdiàn) es una ciudad-condado bajo la administración directa de la Prefectura autónoma de Dêqên. Situada al noroeste de la provincia de Yunnan, en la República Popular China, la mayoría de los habitantes son de etnia tibetana aunque también hay miembros Naxi, Lisu y Yi.
Como sede de gobierno, Shangri-La es el centro político, económico, cultural, tecnológico, financiero y de información de la prefectura autónoma de Dêqên.
En el año 2002, la ciudad fue renombrada como Shangri-La en honor al novelista James Hilton y a su novela Horizontes perdidos. El cambio de nombre supuso un importante aumento en el número de turistas que visitaron la ciudad. A pesar de esta mejora económica, se calcula que un 60% de los habitantes de la ciudad y de su área de influencia viven por debajo del umbral de la pobreza.
En lengua tibetana, el nombre de la ciudad es Gyelthang. Está situada a una altitud de 3380 metros sobre el nivel del mar, rodeada de montañas y de lagos alpinos. Se ha convertido en uno de los puntos de partida de los viajes con destino al Tíbet.
En la zona se encuentran los tres ríos paralelos de las Áreas protegidas de Yunnan, declarados en el año 2003 Patrimonio de la Humanidad por la Unesco.
Dukezong, una de las poblaciones más turísticas de este territorio debido a su atractivo centro histórico con abundantes edificaciones construidas principalmente en madera, sufrió un devastador incendio que comenzó la noche del 10 de enero de 2014 y que provocó la destrucción de la práctica totalidad del rico patrimonio arquitectónico de ese municipio, además del desplazamiento de más de 2600 habitantes.

## Administración
Desde el 16 de diciembre de 2014 el condado de Shangri-La se niveló a ciudad-condado con jurisdicción sobre 4 poblados, 6 villas y 1 villa étnica , con un total de seis comités en las 58 aldeas.
- Poblado Jiantang (建塘镇)
- Poblado Xiaozhōng dian (小中甸镇)
- Poblado Hutiao xia (虎跳峡镇)
- Poblado Jinjiang (金江镇)
- Villa Shangjiang (上江乡)
- Villa Luoji (洛吉乡)
- Villa Nixi (尼西乡)
- Villa Gezan (格咱乡)
- Villa Dongwang (东旺乡)
- Villa Wujing (五境乡)
- Villa étnica Sanba (三坝纳西族乡)

## Toponimia
En la segunda mitad del siglo XX el condado fue llamado Zhongdian (中甸 县 Zhongdian Xian), pero fue renombrado el 17 de diciembre de 2001 como Shangri-La, en honor a la tierra ficticia de Shangri-La descrita en la novela de 1934, Horizontes perdidos, de James Hilton, en un esfuerzo para promover el turismo en la zona. La población original tibetana se refiería previamente a este lugar por su nombre tradicional de Gyaitang (རྒྱལ་ཐང), que significa "llanura real", este nombre se conserva en una división administrativa de la ciudad, la cual es la sede de gobierno.

## Geografía
La ciudad de Shangri-La se encuentra en los triángulo económico Yunnan-Sichuan-Tíbet, situada en las montañas Hengduan, en el extremo sureste de la meseta Qinghai-Tíbet.  El punto más alto es el pico Bala Dzong a una altitud de 5545 m s. n. m. y el punto más bajo está a una altitud de 1503 metros, con un promedio es de 3459 metros.
Los ríos en el territorio pertenecen al sistema del río Jinsha. Además de la corriente principal del río Jinsha, hay unos 244 ríos grandes y pequeños que bañan el territorio.

## Clima
Shangri-La tiene un clima continental húmedo influenciado por los monzones, debido a la alta elevación. Los inviernos son fríos pero soleados, en enero la temperatura promedio de -3.2 °C, mientras que los veranos son frescos, con una temperatura media de 13,5 °C en junio, más del 70% de la precipitación anual se presenta a partir de junio a septiembre. La media anual es de 5,85 °C. A pesar de la sequedad del invierno, la pequeña cantidad de precipitación es suficiente para causar problemas en el transporte.
| Parámetros climáticos promedio de Shangri-La (1971−2000) | Parámetros climáticos promedio de Shangri-La (1971−2000) | Parámetros climáticos promedio de Shangri-La (1971−2000) | Parámetros climáticos promedio de Shangri-La (1971−2000) | Parámetros climáticos promedio de Shangri-La (1971−2000) | Parámetros climáticos promedio de Shangri-La (1971−2000) | Parámetros climáticos promedio de Shangri-La (1971−2000) | Parámetros climáticos promedio de Shangri-La (1971−2000) | Parámetros climáticos promedio de Shangri-La (1971−2000) | Parámetros climáticos promedio de Shangri-La (1971−2000) | Parámetros climáticos promedio de Shangri-La (1971−2000) | Parámetros climáticos promedio de Shangri-La (1971−2000) | Parámetros climáticos promedio de Shangri-La (1971−2000) | Parámetros climáticos promedio de Shangri-La (1971−2000) |
| Mes                                                      | Ene.                                                     | Feb.                                                     | Mar.                                                     | Abr.                                                     | May.                                                     | Jun.                                                     | Jul.                                                     | Ago.                                                     | Sep.                                                     | Oct.                                                     | Nov.                                                     | Dic.                                                     | Anual                                                    |
| -------------------------------------------------------- | -------------------------------------------------------- | -------------------------------------------------------- | -------------------------------------------------------- | -------------------------------------------------------- | -------------------------------------------------------- | -------------------------------------------------------- | -------------------------------------------------------- | -------------------------------------------------------- | -------------------------------------------------------- | -------------------------------------------------------- | -------------------------------------------------------- | -------------------------------------------------------- | -------------------------------------------------------- |
| Temp. máx. abs. (°C)                                     | 18.3                                                     | 16.2                                                     | 21.5                                                     | 22.7                                                     | 24.2                                                     | 25.6                                                     | 25.4                                                     | 25.1                                                     | 23.8                                                     | 20.9                                                     | 18.8                                                     | 17.9                                                     | 25.6                                                     |
| Temp. máx. media (°C)                                    | 6.3                                                      | 6.7                                                      | 9.2                                                      | 12.5                                                     | 17.0                                                     | 19.2                                                     | 19.3                                                     | 18.9                                                     | 17.4                                                     | 14.7                                                     | 11.0                                                     | 8.2                                                      | 13.4                                                     |
| Temp. mín. media (°C)                                    | −11.2                                                    | −7.4                                                     | −3.6                                                     | −0.5                                                     | 3.4                                                      | 8.4                                                      | 9.8                                                      | 9.1                                                      | 7.4                                                      | 1.3                                                      | −5.8                                                     | −10.6                                                    | 0                                                        |
| Temp. mín. abs. (°C)                                     | −23.9                                                    | −20.2                                                    | −17.5                                                    | −10.0                                                    | −7.4                                                     | −2.1                                                     | 1.1                                                      | 1.0                                                      | −3.0                                                     | −11.1                                                    | −16.5                                                    | −27.4                                                    | −27.4                                                    |
| Precipitación total (mm)                                 | 7.8                                                      | 14.4                                                     | 34.8                                                     | 32.4                                                     | 25.9                                                     | 80.2                                                     | 157.4                                                    | 151.3                                                    | 80.6                                                     | 44.5                                                     | 12.7                                                     | 4.9                                                      | 646.9                                                    |
| Días de precipitaciones (≥ 0.1 mm)                       | 4.2                                                      | 6.6                                                      | 9.3                                                      | 11.1                                                     | 11.5                                                     | 17.9                                                     | 23.2                                                     | 23.1                                                     | 19.3                                                     | 10.1                                                     | 4.0                                                      | 2.1                                                      | 142.4                                                    |
| Fuente: Weather China                                    |                                                          |                                                          |                                                          |                                                          |                                                          |                                                          |                                                          |                                                          |                                                          |                                                          |                                                          |                                                          |                                                          |

## Transporte
En esta ciudad se encuentra el aeropuerto principal de la prefectura, el  Dêqên Shangri (迪庆香格里拉机场) que cubre unas 225 hectáreas y está entre los más grandes al noreste de Yunnan. Hay vuelos a Kunming, Chengdu, Lhasa, Guangzhou y Shenzhen casi a diario.
Muchos viajeros utilizan a Shangri-La como puerta de entrada al Tíbet, ya sea viajando muchos días por tierra, o en vuelo desde el aeropuerto de la ciudad. Sin embargo, la propia ciudad es un destino turístico, sobre todo debido al Monasterio Sungtseling, al parque nacional Pudacuo y la Garganta del Salto del Tigre.
- Por la ciudad pasa la Ruta nacional 214 (214国道), una vía de 3256 km que conecta a Xining con Xishuangbanna en Jinghong.